# رباعيات الحركة

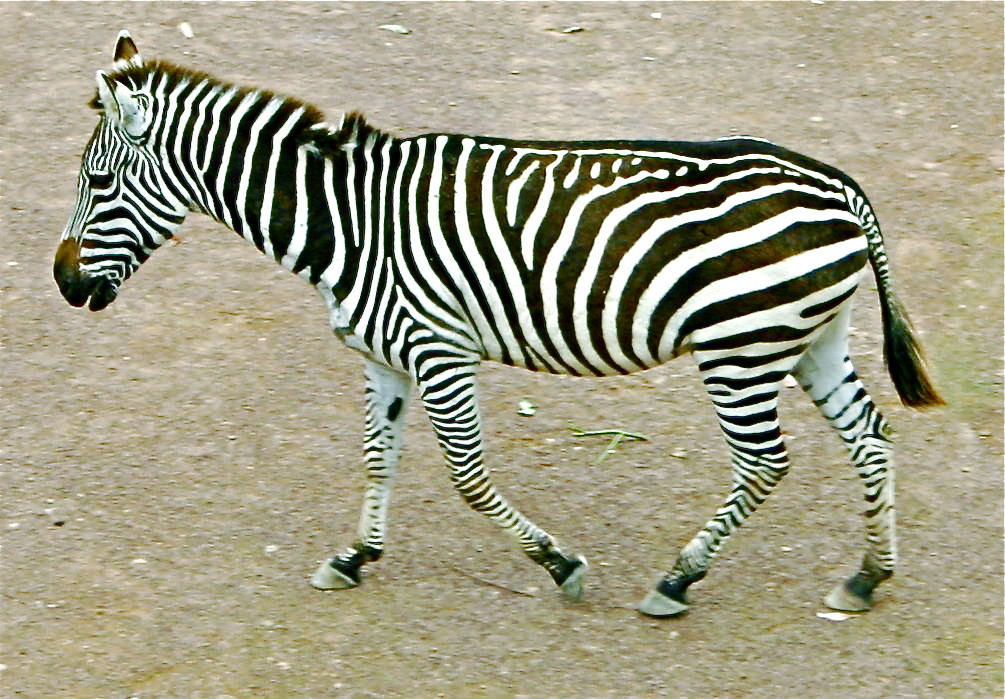
حمار الوحش أحد الثدييات رباعية الحركة.

رباعيات الحركة (باللاتينية: "quadruped"، من كلمتي "quad" أي «أربعة»، و"ped" أي «قدم») هي أنواع الكائنات الحية التي تسير وتتحرَّك على أربع سيقان أو أطراف. غالبية رباعيات الحركة هي من الفقاريات، ومن بينها الثدييات (مثل القطط والكلاب والأحصنة والسنوريات) والزواحف (مثل السحالي).
لا يُعد البشر أو الطيور أو الحشرات أو القشريات أو الأفاعي كائنات رباعية الحركة ككل. لكن على الرُّغم من ذلك، فإن هناك بعض الاستثناءات، فضمن الحشرات يُعد فرس النبي رباعيَّ الحركة، كما يُمكن أن تستخدم بعض الطيور الحركة على أربع تحت ظروف معيَّنة، فمن الممكن مثلاً أن يستخدم طائر حذاء النيل الأبيض جناحيه لتصحيح وضعه بعد الانقضاض على فريسة.

## رباعيات الحركة ورباعية الأطراف

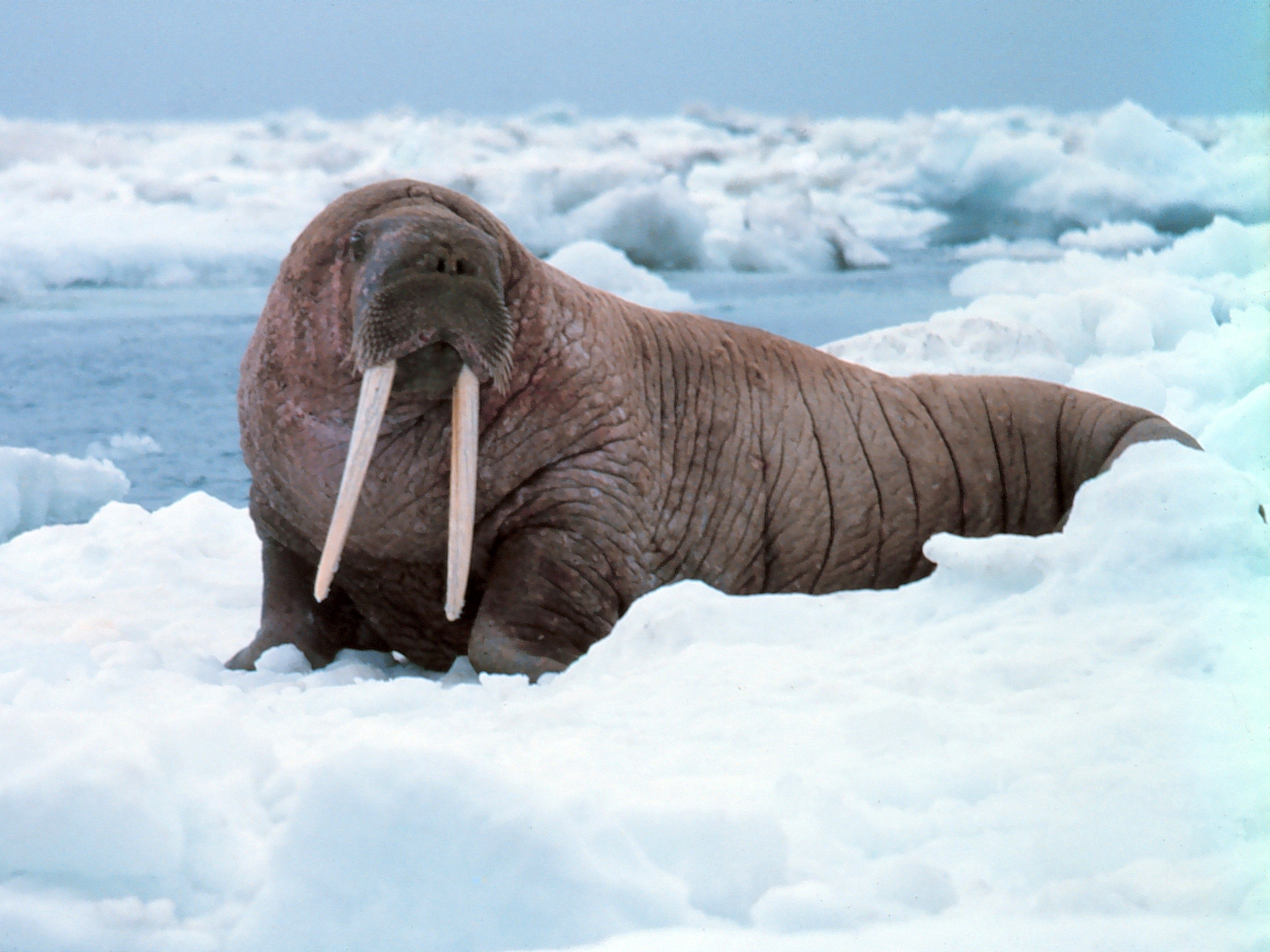
فيل البحر يُصنف ضمن رباعيات الأطراف، غير أنه ليسَ من رباعيات الحركة.

لا تعد جميع رباعيَّات الأطراف رباعية حركة بالضرورة. فبما أن الأذرع والأجنحة هي - من المنظور التطوري - مجرَّد تحوير للسيقان، فإن كافة الفقاريات التي تمتلك أربعة أطراف تُصنف في الحقيقة كرباعيات أطراف. وهذا يَعني أن مجموعة رباعيات الأطراف تشمل بالنتيجة مجموعات الثدييات والزواحف والبرمائيات والطيور.
من المهمِّ التمييز بين رباعيات الأطراف ورباعيات الحركة في علم الأحياء التطوري، خصوصاً فيما يَخصُّ الحيوانات المجنحة وثنائية الحركة وتلك التي لديها أطراف أخرى ذات وظائف خاصة (مثل الزعانف عند زعنفيات الأقدام). وعلى الرغم من أن جميع هذه الكائنات الآنف ذكرها هي من رباعيات الأطراف، فإنها جميعاً ليست من رباعيات الحركة. وحتى الأفاعي التي باتت أقدامها إما أثارية أو فُقدت بالكامل ليست هي الأخرى من رباعيات الحركة.